# Sedum somenii
Sedum somenii är en fetbladsväxtart som beskrevs av R.-hamet och Leveille. Sedum somenii ingår i Fetknoppssläktet som ingår i familjen fetbladsväxter. Inga underarter finns listade i Catalogue of Life.